# Comuna Pustomîtî, Horohiv
Pustomîtî (în ucraineană Пустомити) este o comună în raionul Horohiv, regiunea Volînia, Ucraina, formată din satele Pustomîtî (reședința), Umanți și Zelenolujne.

## Demografie
Componența lingvistică a satului Pustomîtî
     Ucraineană (99,69%)
     Alte limbi (0,2%)
Conform recensământului din 2001, majoritatea populației satului Pustomîtî era vorbitoare de ucraineană (99,69%), existând în minoritate și vorbitori de alte limbi.